# Alexander Tschirch
Wilhelm Oswald Alexander Tschirch, född 17 oktober 1856 i Guben, Tyskland, död 2 december 1939 i Bern, var en tysk farmakolog, som 1890-1932 var professor i farmaci och farmakognosi i Bern. Hans arbete var inriktat på studier om farmakognosi, växtanatomi, studier på antrakinonglykosider och bidrag till läkemedelstestning.

## Biografi
Tschirch var förste sonen till ärkediakonen Carl Adolf Tschirch och hans hustru Marie, född Sausse. Hans yngre bror Otto var en tysk pedagog, historiker och arkivarie som förutom sin undervisningsverksamhet forskade och publicerade särskilt om Brandenburg an der Havels historia.
År 1875 avslutade Tschirch en lärlingsutbildning som apotekare i Dresden och arbetade från 1877 på Bern State Pharmacy. Från 1878 till 1880 studerade han vid Friedrich-Wilhelms-Universität i Berlin. Under sina studier blev han medlem i Landsmannschaft Vandalia Berlin 1879. År 1880 fick han sin licens att praktisera medicin och doktorerade vid universitetet i Freiburg im Breisgau 1881. Från 1890 till 1932 var han professor i farmaci och farmakognosi vid Universitetet i Bern. 

## Vetenskapligt arbete

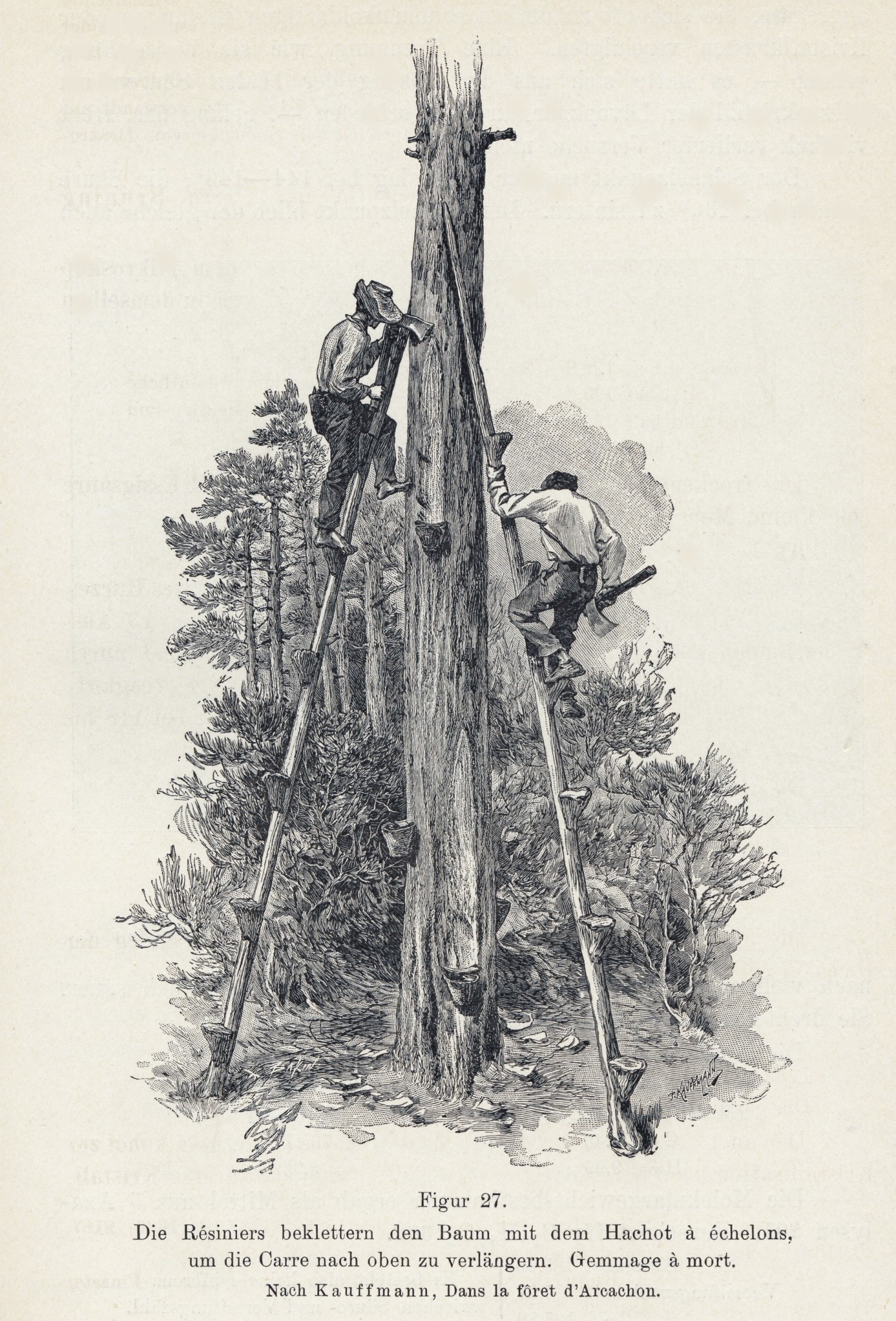
Hartsutvinning i Frankrike, trägravyr i ett verk av Tschirch (1906)

I Bern ägnade sig Tschirch med stort engagemang åt forskning och insamling av hartser och andra växtextrakt. Detta resulterade i en stor samling av dessa ämnen och hans bok Die Harze und die Harzbehälter mit Einschluss der Milchsäfte (2:a och utökade upplagan 1906, 1268 sidor), som då ansågs vara ett standardverk.
En stor del av de prover som Tschirch samlat in på materia medica finns nu i det schweiziska apotekets historiska bibliotek i Bern.